# Honda

Логотип автомобілів Honda

Логотип мотоциклів Honda

Хонда (англ. Honda Motor Co., Ltd., яп. 本田技研工業株式会社 [Хонда Гікен Ко: гьо: Кабусікі Кайся]) (TYO: 7267
, NYSE: HMC) — міжнародна промислова компанія, перш за все відома своїми автомобілями, мотоциклами та роботами.

## Історія
Компанія заснована 24 вересня 1948 року, засновник — Соічіро Хонда.
Продукція — легкові автомобілі, вантажівки, літаки, мотоцикли, скутери, електрогенератори, роботи, морські двигуни.
До 1960-х років Honda спеціалізувалася на виробництві мотоциклів і загалом автомобілебудування не було її бізнесом. Згодом компанія вирішила вийти на автомобільний ринок і ця новина не була схвально прийнята урядом Японії. Вважалося, що конкуруючи на світовому ринку з Toyota, Datsun (Nissan) та Mitsubishi, в кінцевому результаті нашкодить інтересам держави. Зрештою, думка чиновників була проігнорована керівництвом Хонди.
Після енергетичної кризи 1973 р., коли зростання цін на нафту, а відповідно і пальне, спричинило попит на економічні автомобілі, моделі Honda стали бестселерами на ринку США, а також дещо посилили свої позиції на європейському ринку.
Honda досягнула успіхів завдяки об'єктивним факторам, таким як висока якість та надійність авто (одні з найкращих показників в автомобілебудуванні), сучасні технологічні рішення (до речі конструктори Honda вперше застосували поперечне розміщення двигуна та передній привід, що зробило салон просторішим при компактних розмірах автомобіля), оригінальна маркетингова політика (Honda — drivers' cars — авто, орієнтовані на активний стиль керування, з сучасним дизайном в стилях «спорт» та «техно»).
Як очікується Honda FCX з водневим двигуном увійде в історію компанії та світового автомобілебудування, зробивши Honda першим світовим автовиробником, що почне масовий випуск автомобілів на цілком водневому паливі.
23 грудня 2024 року японські автомобільні корпорації Honda і Nissan оголосили про злиття в результаті чого, компанії будуть єдиним холдингом. Це могло статись вже у 2026 році, але злиття відмінили.

## Мотоцикли

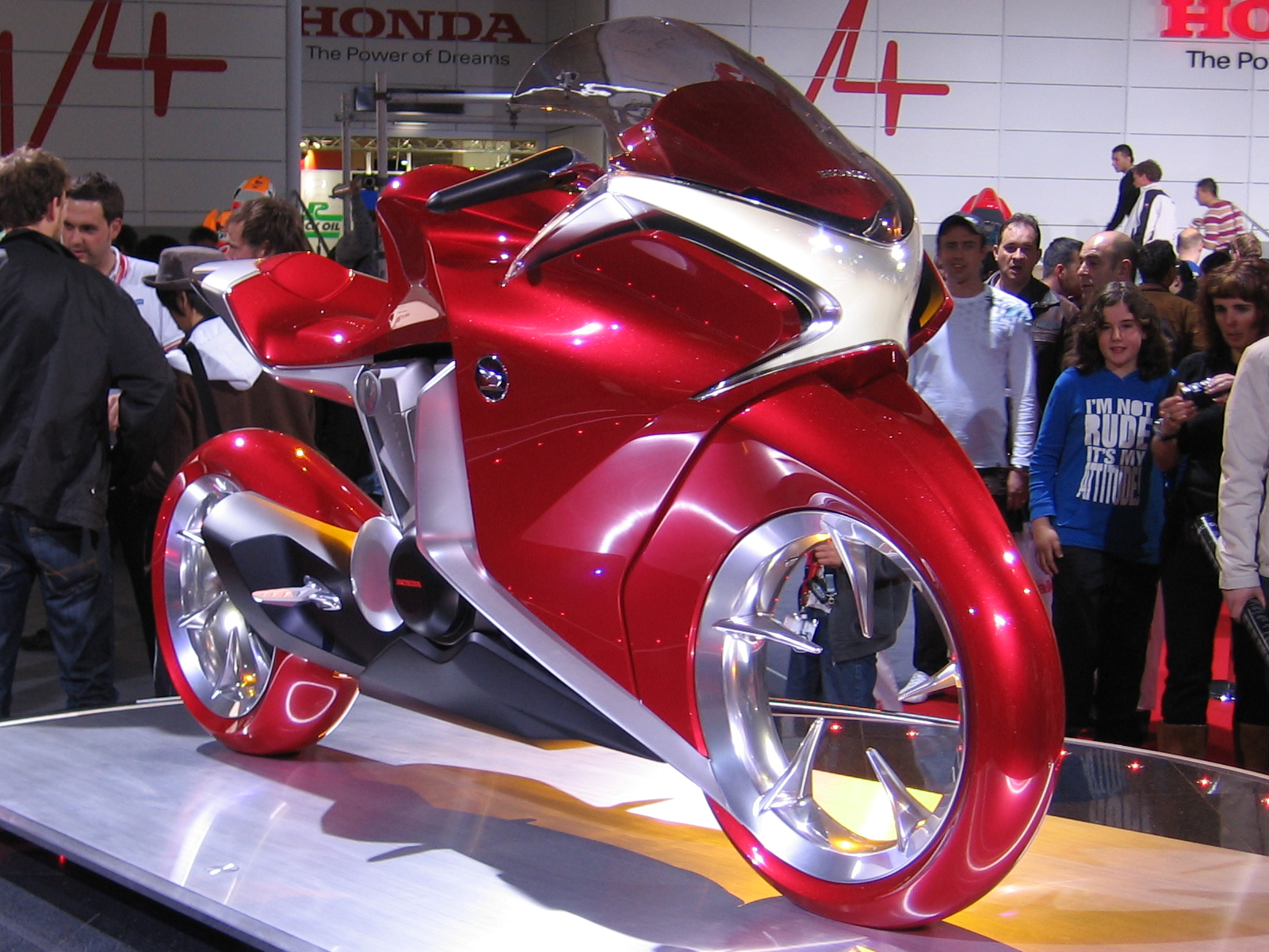
Концепт V4 на виставці Intermot-2008 (Німеччина)

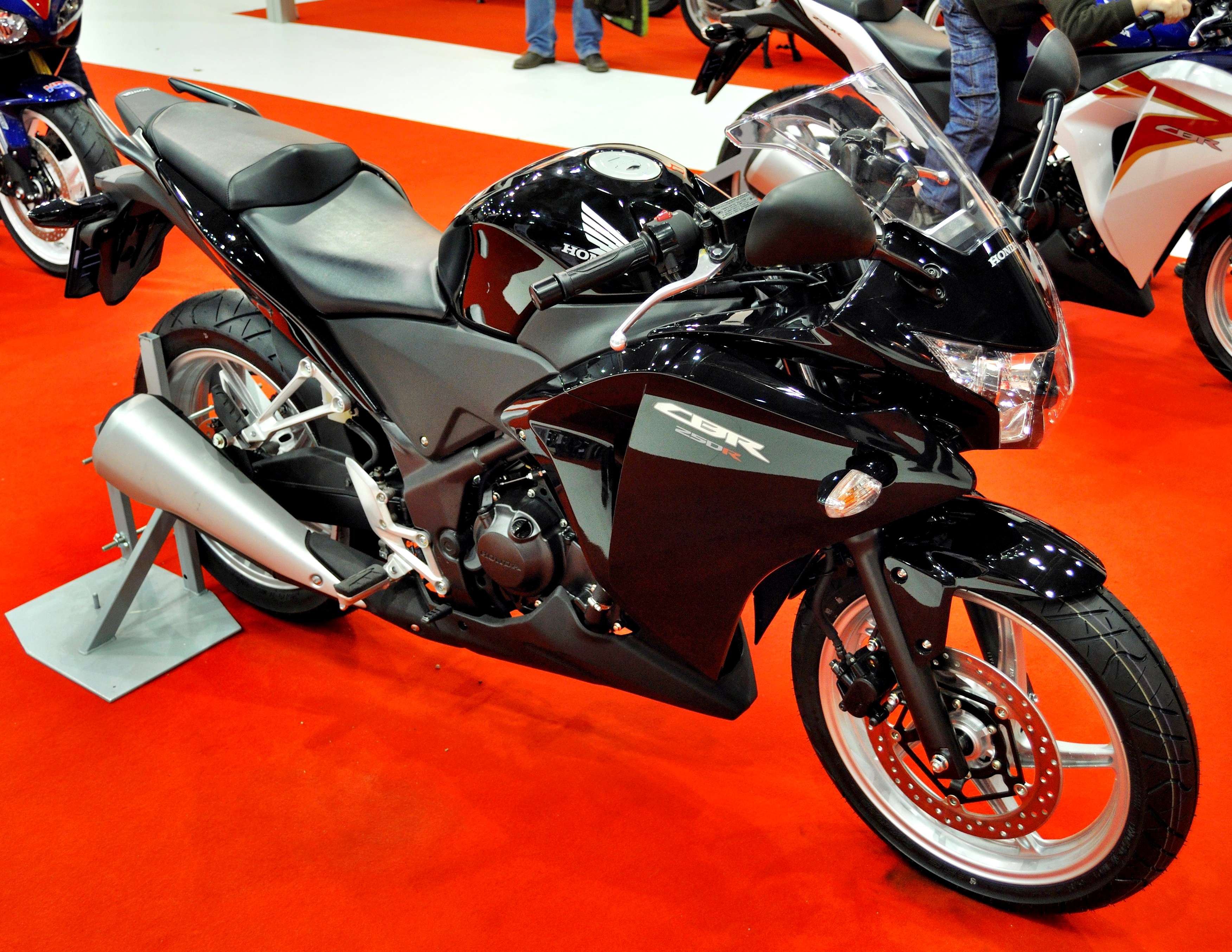
Honda CBR 250R (2011) на Motosalon'і в Празі

Хонда — один із світових лідерів по випуску мотоциклів. У вересні 2014 року компанія перетнула відмітку випуску 300 млн. мотоциклів. На це досягнення знадобилося 66 років. Всього корпорація має 33 заводи з випуску мотоциклів та комплектуючих до них, розташованих на території 22 країн світу.

## Роботи

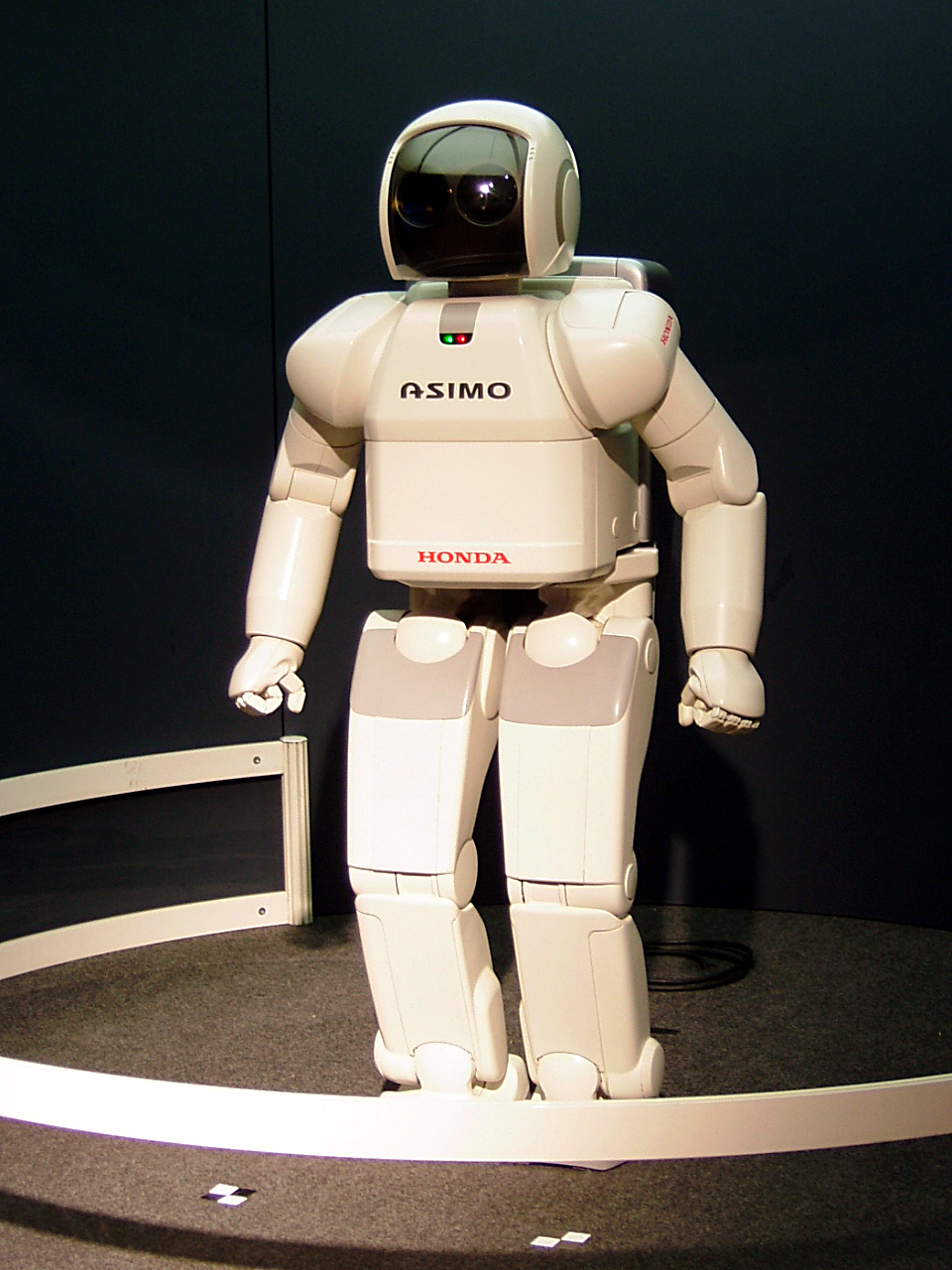
ASIMO на Expo 2005 в Японії

ASIMO є прикладом активної роботи Гонди над Research & Development програмою розвитку робототехніки. Це 11-а модель у лінії успішно створених роботів, починаючи з 1986. У першу чергу компанія працює над технологіями, які дозволили б у майбутньому стати лідером нової галузі. Створення відповідних сервомеханізмів, технології штучних вестибулярних апаратів, модулів стійкості, механічних «суглобів» і т. д. дозволяє казати, що Honda з механічної точки зору пішла далі, ніж програмне забезпечення для «заліза».
- Офіційний сайт ASIMO [Архівовано 22 лютого 2011 у Wayback Machine.]

## Склад корпорації та її основні підрозділи

### Штаб-квартира та основні управлінські і виробничі підрозділи в Японії

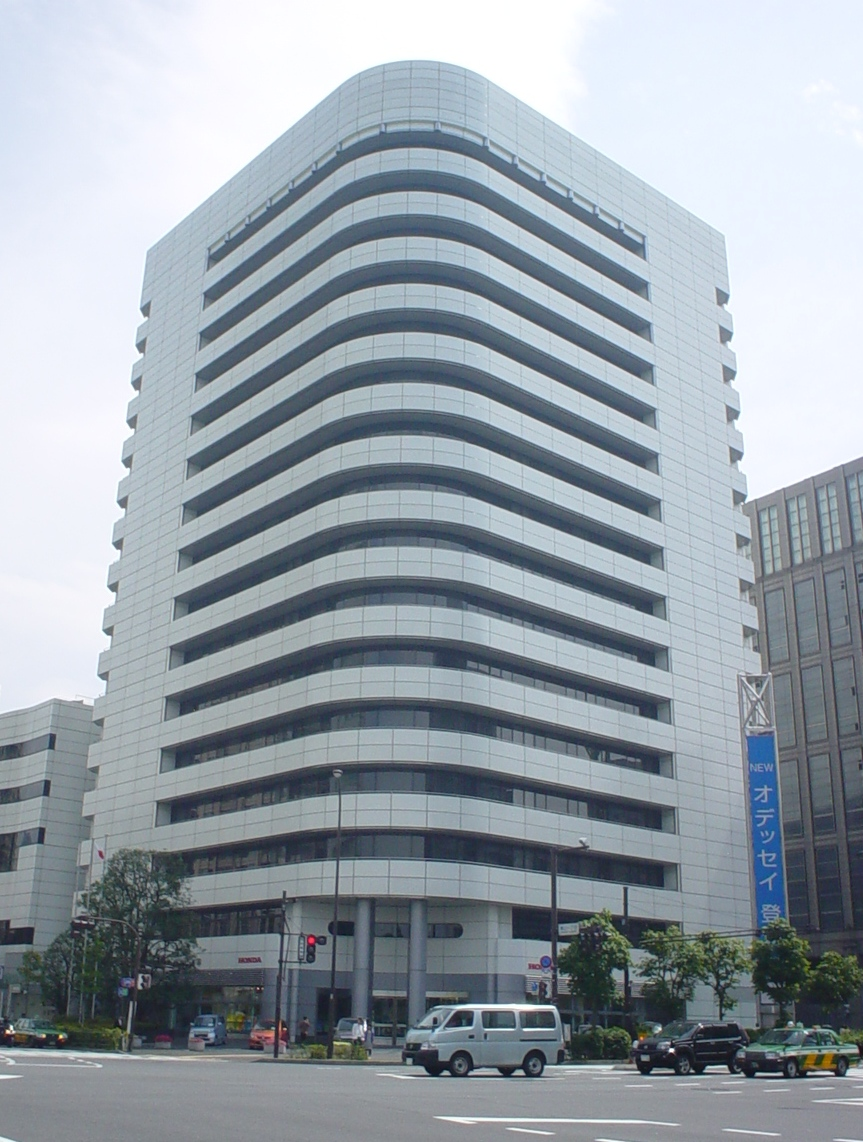
Штаб-квартира компанії в районі Мінато міста Токіо

- Японія Honda Motor Company, Limited. Штаб-квартира та основні структурні підрозділи корпорації — в районі Мінато міста Токіо. До компанії також входять підрозділ:
  -  Японія Acura. Штаб-квартира — в районі Мінато міста Токіо. 
Офіси та структурні підрозділи корпорації розташовані у:
  - районі Хюо міста Токіо (приміська зона Яєсу);
  - м. Вако, префектура Сайтама;
  - м. Хаґа, префектура Тотіґі (управління якістю);
  - м. Таканедзава, префектура Тотіґі (планування виробництва).
Основні заводи знаходяться у:
  - м. Хамамацу, префектура Шідзуока (мотоцикли, автомобілі, двигуни);
  - м. Судзука, префектура Міє;
  - м. Моока, префектура Тотіґі (складові частини);
  - м. Саяма, префектура Сайтама;
  - м. Кікучі, префектура Кумамото (мотоцикли);
  - м. Хосое (старий район Хамамацу), префектура Шідзуока (підвісні двигуни для моторних човнів);
  - м. Йорії, префектура Сайтама (новий завод; планове введення в дію 09.2013);
  - м. Огава, префектура Сайтама (двигуни).
Окрема компанія, яка не взодить до корпорації, хоча має із нею родинний зв'язок:
- Японія Mugen Motorsports (M-TEC Co., Ltd) — компанія, яка займається виробництвом, тюнінгуванням і підготовкою гоночних автомобілів та двигунів до перегонів класу Super GT, Formula 3000, Формула-1, Formula Nippon.

### Науково-дослідницькі підрозділи Honda в Японії
- Японія Honda R&D Co., Ltd (укр. Науково-дослідна і проєктна компанія Honda, Лімітед) (відокремлений підрозділ від Honda Motor Company, Limited), до якої входить Національний інститут у складі:
  - Науково-дослідницький і проєктний центр двоколісних транспортних засобів;
  - Науково-дослідницький і проєктний центр чотириколісних транспортних засобів Wako;
  - Науково-дослідницький і проєктний центр чотириколісних транспортних засобів Tochigi;
  - Головний науково-дослідницький і проєктний центр;
  - Науково-дослідницький і проєктний центр авіаційних двигунів;
  - Базовий науково-дослідницький і проєктний центр;
  - Випробувальна лабораторія Tochigi Proving Ground' (укр. Точігський випробувальний полігон);
  - Випробувальна лабораторія Takasu Proving Ground' (укр. Такаський випробувальний полігон);
- Японія Honda Racing Corporation (HRC) (укр. Гоночна дослідницька корпорація Honda (HRC)): розвиток, виробництво і продаж гоночних мотоциклів а також виробництво і продаж складових частин різних типів двоколісних гоночних транспортних засобів; Штаб-квартира — у м. Асака, префектура Сайтама;
- Японія Honda R&Day Solar Co., Ltd. (укр. Дослідницька і просвітницька компанія Honda, Лімітед): наукові дослідження і розвиток реабілітаційного обладнання типу інвалідних візків, виготовлення і продаж складових частин двигунів сільськогосподарських машин і транспортного обладнання;
- Японія Japan Honda Research Institute Co. (укр. Японський дослідницький інститут  Honda Компані): наукові дослідження передових технологій;
- Японія Honda Engineering Co., Ltd. (укр. Інженерна компанія Honda): вдосконалення верстатів та конфігурацій виробничих ліній у виробничих системах;
- Японія  Piesuji Corporation  (укр. П’єзометрична корпорація): підтримка і супровід наукових досліджень (проєктування, макетування, збирання і різноманітні випробування).

### Науково-дослідницькі підрозділи за межами Японії
- США Honda R&D Americas, Inc. (HRA). Штаб-квартира розташована у м. Торранс, штат Каліфорнія.
- Бельгія Honda Racing Corporation (HRC) (укр. Гоночна дослідницька корпорація Honda (HRC)): розвиток, виробництво і продаж гоночних мотоциклів, а також виробництво і продаж складових частин різних типів двоколісних гоночних транспортних засобів; Штаб-квартира у м. Алст провінція Східна Фландрія;
- Німеччина Honda R&D Europe;
- Велика Британія Honda R&D Europe;
- Італія Honda R&D Europe;
- США Honda Research America.

### Зарубіжні виробничі підрозділи, філіали та заводи
- США American Honda Motor Company. Штаб-квартири — у м. Торренс, штат Каліфорнія та у м. Ґардена, штат Каліфорнія
- США Acura. Штаб-квартира у м. Торренс, штат Каліфорнія.
- США Honda of America Mfg Inc. Штаб-квартира у м. Торренс, штат Каліфорнія, представництва — у м. Ерланґер, штат. Кентуккі та у м. Морисвіль, штат Огайо;
- США Honda Manufacturing of Alabama LLC. Штаб-квартира у м. Лінкольн, штат Алабама;
- США Honda Manufacturing of Indiana LLC. Штаб-квартира у м. Ґрінсбург, шт. Індіана.
Основні заводи у:
  - м. Морисвіль, штат Огайо (автомобілі, мотоцикли)
  - м. Ест Ліберті, штат Огайо;
  - м. Ґрінсбург, штат Індіана;
  - м. Лінкольн, штат Алабама;
- США Honda Performance Development (HPD) (авто- та мотоспорт). Штаб-квартира у м. Санта-Кларіта, штат Каліфорнія.
- США Honda Aircraft Company. Штаб-квартира у м. Ґрінсборо, штат Північна Кароліна. Завод у
  - Міжнародному аеропорту П'ємонтського Трикутника поблизу м. Ґрінсборо, штат Північна Кароліна
- Канада Honda Canada Inc.. Штаб-квартира у м. Торонто, провінція Онтаріо. Два заводи знаходяться у:
  - м. Аллістон, провінція Онтаріо (завод № 1);
  - м. Аллістон, провінція Онтаріо (завод № 2).
- Мексика Honda De México S.A. de C.V.. Штаб-квартира у м. Ель-Сальто, штат Халіско. Заводи знаходяться у:
  - м. Ель-Сальто, штат Халіско.
  - м. Селая, штат Ґуанахуато.
- Австралія Honda Australia Motorcycles. Штаб-квартира у м. Кемпбелфілд (передмістя Мельбурна), шт. Вікторія.
- Нова Зеландія Honda New Zeland Limited. Штаб-квартира у м. Манукау-Сіті (район Окленда). Завод у:
  - м. Нельсон, провінція Нельсон.
- Аргентина Honda Motor de Argentina S.A.. Штаб-квартира у м. Кампана, провінція Буенос-Айрес. Заводи розташовані у:
  - м. Кампана, провінція Буенос-Айрес;
  - м. Флоренціо Варела, провінція Буенос-Айрес (мотоцикли).
- Бразилія Moto Honda da Amazonia Ltda. (мотоцикли). Штаб-квартира у м. Сан-Паулу, штат Сан-Паулу. Завод у:
  - м. Манаус, штат Амазонас (мотоцикли).
- Бразилія Honda Automoveis do Brasil Ltda. Штаб-квартира у м. Сан-Паулу, штат Сан-Паулу. Завод у:
  - м. Сумаре, штат Сан-Паулу.
- Кенія Honda Motorcycle Kenya Limited. Штаб-квартира у м. Найробі, провінція Найробі.
- Нігерія Honda Nigeria Ltd. (мотоцикли). Штаб-квартира у м. Ота-Ота, штат Оґун.
- КНР Honda Automobile (China) Co Ltd.. Штаб-квартира та завод знаходяться у м. Гуанчжоу, провінція Гуандун.
- КНР Dongfeng Honda Automobile Co Ltd. Штаб-квартира та завод знаходяться у м. Ухань, провінція Хубей.
- Індія Honda Siel Cars India Ltd. Штаб-квартира у м. Велика Нойда, штат Уттар-Прадеш. Заводи розташовані у:
  - м. Велика Нойда, штат Уттар-Прадеш.
  - м. Раджастхан (Раджастхан), штат Раджастхан.
- Індія Honda Motorcycle & Scooter India Pvt Ltd. Штаб-квартира у м. Нью-Делі.
- Індонезія PT Federal Motor (мотоцикли Honda). Штаб-квартира у м. Джакарта.
- Індонезія PT Prospect Motor. Штаб-квартира у м. Джакарта (район Північна Джакарта). Заводи розташовані у:
  - м. Караван, провінція Західна Ява;
  - м. Санта, провінція Західна Ява.
- Таїланд Honda Automobile (Thailand) Co Ltd. Штаб-квартира та завод у м. Аюттхая, провінція Аюттхая.
- Таїланд Thai Honda Manufacturing Co Ltd. Штаб-квартира у м. Бангкок.
- Пакистан Honda Atlas Cars Pakistan Ltd. Штаб-квартира та завод знаходяться у м. Лахор, провінція Пенджаб.
- Туреччина Honda Turkiye AS. Штаб-квартира та завод знаходяться у м. Ґебзе, іл Коджаелі.
- Туреччина Honda Anadolu Motosiklet (мотоцикли). Штаб-квартира у м. Стамбул (район Картал). Завод у:
  - м. Анкара, іл Анкара (мотоцикли).
- Філіппіни Honda Cars Philippines Inc. Штаб-квартира та завод — у м. Санта-Роса, провінція Лагуна.
- Малайзія Honda Malaysia Sdn Bhd. Штаб-квартира та завод — у м. Алох-Ґаях, Губернаторство Малакка.
- Малайзія Boon Siew Honda Sdn Bhd. Штаб-квартира розташована у м. Баттерворс, штат Пенанг.
- Бангладеш Bangladesh Honda Private Limited. Штаб-квартира розташована у м. Шріпур, район Газіпур.
- Тайвань Honda Taiwan Co Ltd. Штаб-квартира та завод — у м. Піндун, повіт Піндун.
- В'єтнам Honda Vietnam Company Ltd (мотоцикли). Штаб-квартира у м. Ханой.
- Велика Британія Honda of the UK Mfg Ltd. Штаб-квартира та завод у м. Суіндон (с. Півд. Марстон) графство Вілтшир.
- Бельгія Honda Belgium NV. Штаб-квартира у м. Алст провінція Східна Фландрія. Заводи знаходяться у:
  - м. Алст провінція Східна Фландрія;
  - м. Гент провінція Східна Фландрія;
- Італія Honda Italia Industriales SpA. Штаб-квартира та завод у м. Атесса, провінція К'єті.

## Заходи з безпеки на дорогах
Для підвищення рівня безпеки на дорогах, Honda розробляє систему «розумного» дорожнього перехрестя.
Принцип роботи: технологія V2X збирає дані про все, що відбувається довкола, за допомогою спеціальних датчиків. Вони встановлені у такий спосіб, щоб «переглядати» потенційно небезпечні місця — перехрестя, пішохідні переходи тощо.
Датчики фіксують потенційні загрози та передають сигнал найближчим авто. А вельми зрозуміла індикація дозволяє усвідомити, що саме є загрозою: пішохід, який перебігає дорогу, лихач-водій, машина екстреної служби або щось ще.

## Модельний ряд
Докладніше: Список автомобілів Honda

## Технологічні проєкти
У жовтні 2021 року компанія Honda анонсувала ряд нових технологічних проєктів, що мають віддалене відношення до автомобілів. У планах компанії виробництво роботів-гуманоїдів і електричних літаків з вертикальним зльотом і посадкою (eVTOL). Очікується, що випробування електричного літального апарата з вертикальним зльотом і посадкою (eVTOL) виробництва Honda відбудуться вже у 2023 році. 